# إنركون E-126

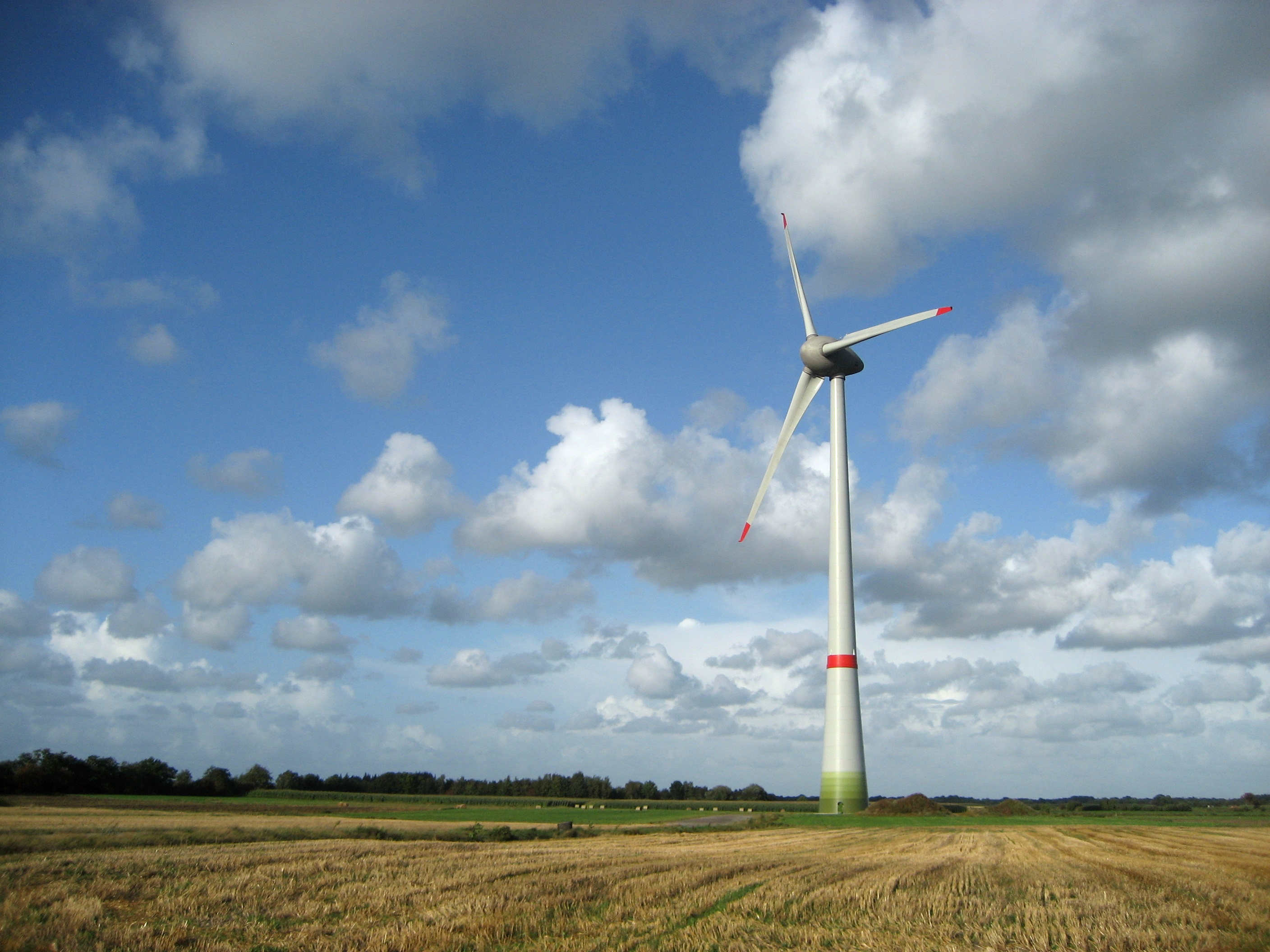
توربين الرياح Enercon E-126.

توربين الرياح Enercon E-126  هو نموذج لتوربينات الرياح البرية .  تم تصنيعه بواسطة شركة Enercon الألمانية . مع ارتفاع المحور 135 متر (443 قدم) ، يبلغ قطر الدوار 126 متر (413 قدم) فيبلغ إجمالي ارتفاعه 198 متر (650 قدم) ، يمكن أن يولد التوربين ما يصل إلى 58و7 ميغاواط من الطاقة الكهربائية، مما يجعله أكبر توربين رياح في العالم ( بسعة لوحة الاسم ) لعدة سنوات ، حتى تم تجاوزه في عام 2014 من قبل شركة Vestas الدنماركية بتوربيناتها V164-8.0 . رقم الطراز الخاص بهم يشير إلى قطر الدوار. 

## التاريخ
جاء المشروع بعد أن قررت شركة Enercon تطوير توربين أكبر من 2MW E-66. لبعض الوقت ، عملت Enercon في مشروع E-112 - وهو توربين بقدرة مولد 2.25x 2MW E-66 ، مع طرحه للبيع في وقت ما في عام 2002. ثم عدلت Enercon قطر الدوار إلى E-112 من 112 مترًا إلى 114 مترًا ، لتحقيق فائدة طفيفة في الكفاءة. لم يتم بيع التوربين بشكل جيد - توجد وحدتان فقط 4.5 ميجاوات اعتبارًا من اليوم ، مما دفع Enercon لزيادة إنتاج المولد من 4.5 ميجاوات إلى 6 ميجاوات - الذي يعادل انتاج ثلاثة توربينات 1.5 ميجاوات ، وإضافة توربين رابع في وقت لاحق. ومع ذلك ، في حين أن زيادة إنتاج طاقة المولدات أدت إلى زيادة المبيعات ، إلا أن المبيعات بحلول عام 2008 كانت غير موجودة فعليًا ، وذلك بسبب عاملين رئيسيين  :
- حقيقة أن توربينات الرياح كانت مكلفة للغاية في التصنيع والنقل والتجميع ،
- كان على Enercon أن تتعامل مع منافسة شديدة من منافسين أخرين في بناء توربينات الرياح ، مثل Senvion SE و Vestas Wind Systems A / S من الدنمارك.

لسوء الحظ بالنسبة لشركة Enercon ، فإن الاعتقاد بأن سعة لوحة التوربين الهائلة ستسوق نفسها للمشغلين أدى إلى نتائج عكسية ، وأصبح فشلًا كبيرًا ، حيث تم أقامة 9 منها فقط على الإطلاق ، وقد دفع هذا الفشل Enercon إلى البدء في تعديل التصميم. مشروع E-126 الجديد من Enercon ، منذ البداية ، لا يبدو أنه تغيير هائل عن E-112 ، بل تطور النموذج مع ارتفاع المحور أعلى قليلاً (135 مترًا مقابل 124 مترًا) ودوارًا أكبر قليلاً (127 م مقابل 112/114 م) بولكن بشكل شفرة معدلة . بالنسبة لهذا الطراز الجديد ، كانت المبيعات بطيئة أيضًا ، ولكن في وقت ما في عام 2011 ، زادت إنركون من إنتاج المولد من 6 ميجاوات إلى 7.58 ميجاوات. ثم بدأت المبيعات في الزيادة ، مع أول عملية شراء على نطاق واسع  من نموذج توربينات الرياح هذا كان في Estinnes Wind Park في بلجيكا ، مع طلب تركيب 11 توربينة رياح.

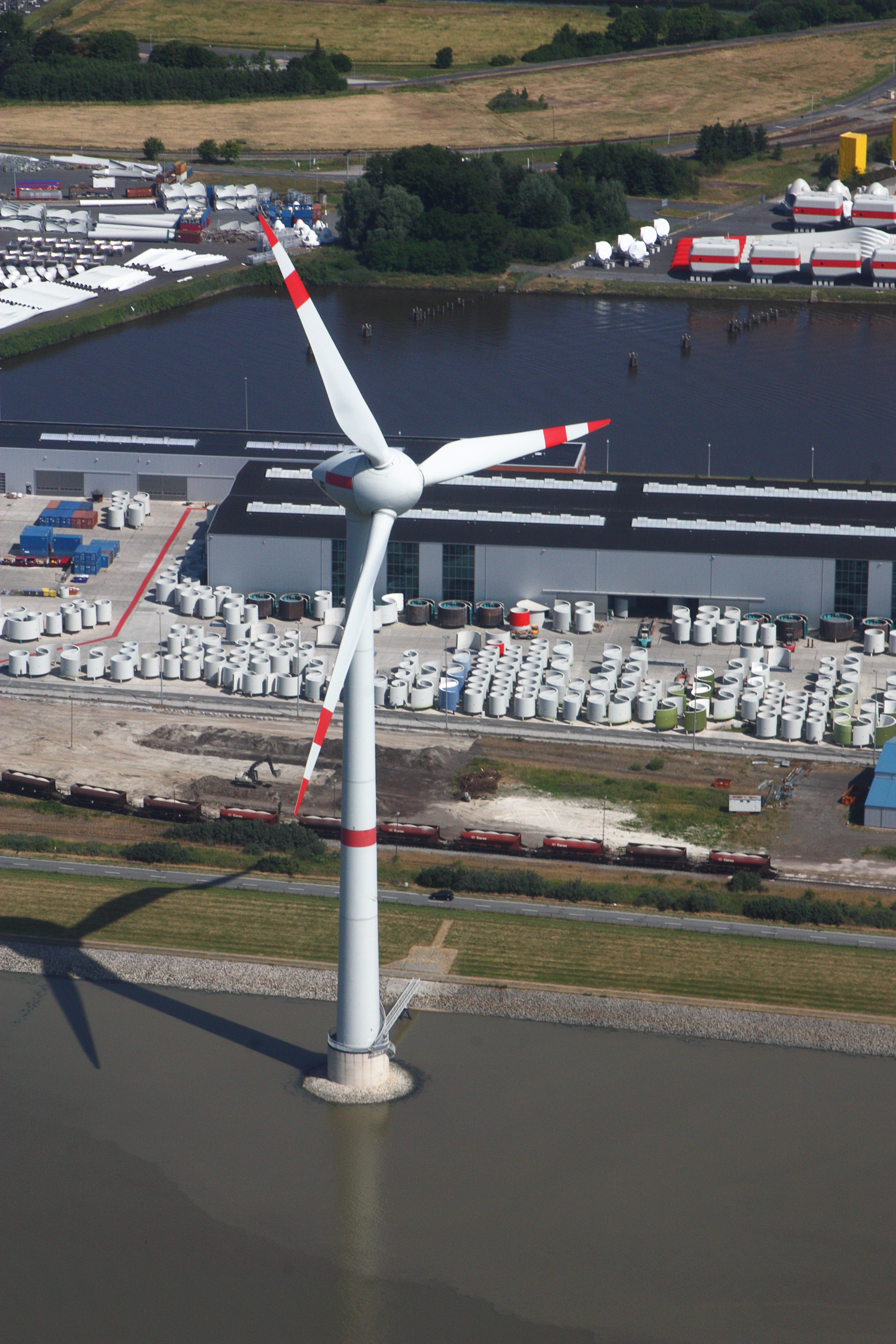
E-112 ، سلف E-126. لاحظ ملف شفرة الدوار المختلفة.

## المواصفات
هناك ثلاثة أنواع مختلفة من E-126 ، منها: نماذج EP3 للرياح المنخفضة و EP4 للرياح المتوسطة و EP8 للرياح العالية . من أجل البساطة ، تركز هذه المقالة على EP8 E-126. كان إنتاج الطاقة للمولد 6 MW ، ولكن تم رفعه إلى 7.58 MW بعد إجراء المراجعات الفنية في عام 2009. منذ عام 2011 ، يتوفر الطراز E-126 بسعة 7.6 ميجاوات. يدمج الطراز E-126 إلكترونيات الطاقة ويوفر إمكانات استقرار الشبكة الكهربائية. 
يبلغ وزن أساس برج التوربينات حوالي 2500 طن ، والبرج نفسه 2800 طن ، والآلة التي تحتوي على 128 طنًا ، والمولد 220 طنًا ، والدوار (بما في ذلك الشفرات) 364 طنًا. الوزن الإجمالي 6012 طن بالضبط. 
تم تركيب أول توربين من هذا الطراز في إمدن بألمانيا عام 2007 في Rysumer Nacken Wind Park .  سعر القائمة لوحدة واحدة هو 14 مليون دولار بالإضافة إلى تكاليف التشييد . 

## السوق
في يونيو 2012 ، كان ما لا يقل عن 147 من توربينات الرياح من طراز Enercon E-126 قيد التشغيل أو في مرحلة الإنشاء أو على وشك الموافقة النهائية ، وتم الانتهاء من 35 منها وتشغيلها.  علاوة على ذلك ، خلال الفترة 2010-2011 ، كانت مشاريع مزارع الرياح البرية لا تزال في عمليات تصميمها المبكرة ، تدرس توربينات الرياح من فئة 2-3.5 ميجاوات ، أو توربينات الرياح من فئة 5-8 ميجاوات. يتم تطبيق هذا النهج على الأقل في هولندا. تم العثور على أمثلة لهذا الاتجاه على سبيل المثال في البحث الأولي "مزرعة الرياح دي درينتس موندن"  التي تهدف إلى 300-450 ميغاواط مع احتمال عدد 50-60 بقدرة E-126 / 7.5 ميغاواط ، "مزرعة الرياح N33"  تهدف إلى> 120 ميغاواط مع توربينات 15-40 E-126 / 7.5 ميغاواط ، "مزرعة رياح كرامر"  تهدف إلى> 100 ميغاواط مع 11-21 توربينات E-126 / 7.5 ميغاواط ، "مزرعة الرياح Wieringermeer"  تهدف إلى 200-400 ميغاواط مع 60 أو أكثر من التوربينات 6+ ميجاوات (في هذه الحالة من الممكن إعادة تركيب توربين 6M / 6.15MW).

### بلجيكا: مزرعة رياح Estinnes
في سبتمبر 2010 ، تم الانتهاء من أول مزرعة رياح في العالم تتكون بالكامل من توربينات Enercon E-126 (إجمالي 11 توربينًا) ، في Estinnes ، بلجيكا .   مزرعة الرياح هذه قادرة ، بأقصى طاقتها ، على تزويد 55000 مسكن بطاقة الرياح النقية. على الرغم من ذلك ، تحتوي مزرعة الرياح هذه على وحدة واحدة تبلغ 6 ميجاوات ، مما يقلل من سعة الذروة لمزرعة الرياح من 83.38 ميجاوات إلى 81.8 ميجاوات.  

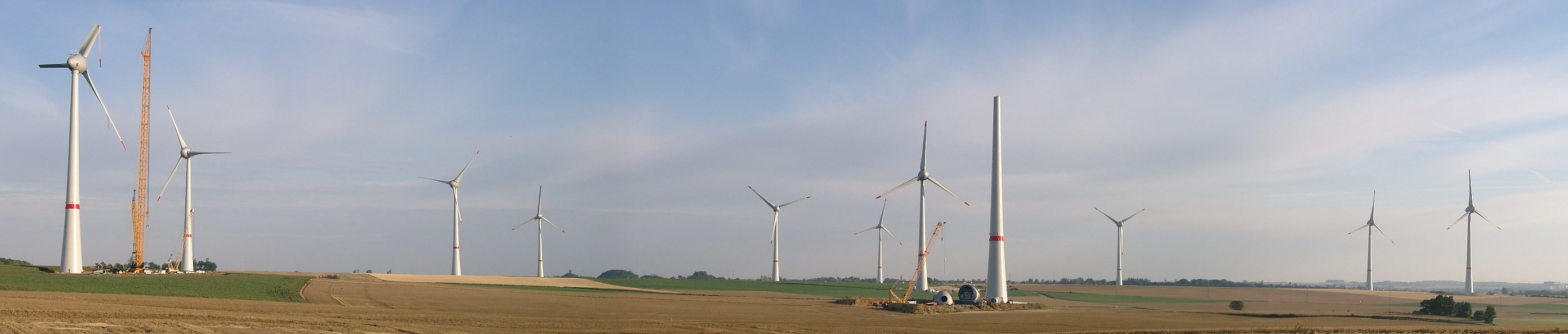
مزرعة رياح تتكون من عشرة توربينات 7.58 ميجاوات وتوربين واحد 6 ميجاوات Enercon E-126 في إستينيس ، بلجيكا كما تـُرى في 20 يوليو 2010 ، قبل شهرين من اكتمالها.

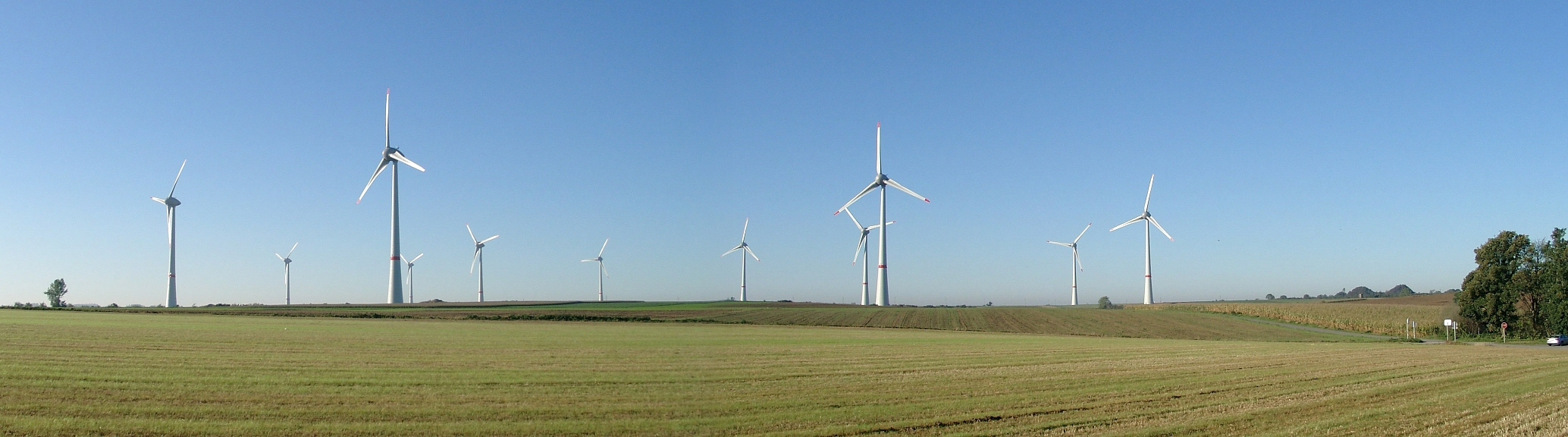
مزرعة الرياح Estinnes ، بلجيكا ، 10 أكتوبر 2010 ، بعد الانتهاء.

### السويد: مزرعة رياح Markbygden
من المخطط أن تحتوي مزرعة الرياح Markbygden على 1101 توربينة تغطي 500 كيلومتر مربع ، لتوليد 4000 ميغاواط وعائد سنوي يصل إلى 12 تيراواط ساعة ، مما يجعلها واحدة من أكبر مزارع الرياح في العالم. تحت الإنشاء في شمال السويد ، ستحتوي على مزيج من توربينات الرياح Enercon E-126 7.58 MW وتوربينات الرياح Enercon E-101 3.05 MW ، وسيتم تحديد العدد الدقيق لكل نوع من خلال مزيد من الدراسات.  تم الانتهاء من المرحلة التجريبية لمزرعة الرياح في دراجاليدن في عام 2010 ، وتوليد 24 ميجاوات مع 12 توربينًا. 

### فرنسا: Wind Farm Le Mont des 4 Faux (Le Mont des 4 Faux Parc Éolien)
في فرنسا ، تمت الموافقة مبدجئيا على مزرعة الرياح "Le Mont des 4 Faux" ، والتي تتكون من عدد أولي 52 توربينة رياح Enercon E-126 7.58 MW ، ولكن في أبريل 2012 تم تخفيضها إلى طراز جديد من 47 توربينة (حذف صف واحد لـ 5 تربينات من أجل تلبية بعض المطالب المتعلقة بحماية الطيور) ، تم تأكيدها كمزرعة رياح توربينات 47 في عام 2012. تقع مزرعة الرياح E-126 هذه بين Juniville و Machault ، في الجانب الجنوبي من منطقة أردن الفرنسية ، بالقرب من ريمس .   مطور المشروع هو شركة Windvision.

## أنظر أيضا
- توربينات تحقق أرقاما قياسية

## روابط خارجية
- الموقع الرسمي